# Desmoscolex gourbaultae
Desmoscolex gourbaultae is een rondwormensoort uit de familie van de Desmoscolecidae. De wetenschappelijke naam van de soort is voor het eerst geldig gepubliceerd in 1986 door Decraemer.